# Birkenbruch südlich Groß Pampau
Birkenbruch südlich Groß Pampau este o arie protejată (arie specială de conservare — SAC, sit de importanță comunitară — SCI) din Germania întinsă pe o suprafață de 11 ha, integral pe uscat.

## Localizare
Centrul sitului Birkenbruch südlich Groß Pampau este situat la coordonatele 53°30′51″N 10°33′25″E / 53.5142°N 10.5569°E.

## Înființare
Situl Birkenbruch südlich Groß Pampau a fost declarat sit de importanță comunitară în septembrie 2004 pentru a proteja un număr necunoscut de specii din flora spontană și fauna sălbatică aflate în arealul zonei. Situl a fost protejat și ca arie specială de conservare în ianuarie 2010.

## Biodiversitate
Situată în ecoregiunea atlantică, aria protejată conține 1 habitat natural: Mlaștini împădurite.
La baza desemnării sitului se află un număr nedeclarat de specii protejate: